# マッコイ斎藤
マッコイ斎藤（マッコイさいとう、本名：斎藤 誠〈さいとう まこと〉、1970年2月9日 - ）は、日本のテレビディレクター、演出家、テレビプロデューサー。番組制作プロダクション「SHOW-GUN」代表取締役。マッコイ斉藤の表記で出演することがある。スカパーJSATグループ番組審議会委員。山形県出身。

## 来歴
山形県立新庄農業高等学校（現・山形県立新庄神室産業高等学校）を卒業。ビートたけしに憧れテレビ業界への道を志し、山形県から役者を目指し上京するが訛りが抜けず挫折。
ある雑誌に載っていた『天才・たけしの元気が出るテレビ!!』（日本テレビ）等の番組制作を担当していたIVSテレビ制作のスタッフ募集の広告が目に留まり応募、入社。
入社すぐは、番組制作とは別部門であるタレントショップ運営の部署に配属、タレントショップの店長職に就く。
2年ほどたった後、異動願が通り『天才・たけしの元気が出るテレビ!!』のADに配属。
当時IVSテレビ所属の高橋がなり（後にAV監督を経て実業家）、CHAIN宗（後にAV監督）に師事。テレビ制作を学ぶ。
『天才・たけしの元気が出るテレビ!!』でディレクター・デビュー。その後も深夜番組を中心に活動。ガレッジセールのゴリの名付け親。
2001年、制作プロダクション「笑軍様 有限会社」を発足し、独立。同社代表取締役就任。従弟はテレビプロデューサー、テレビディレクターで「笑軍」所属の姉崎正広。発足後しばらく仕事が増えない状態が続く中、矢作兼（おぎやはぎ）・堀内健（ネプチューン）との飲み会で、たまたまその店に石橋貴明（とんねるず）が訪れる。石橋と話をした後、石橋から「おまえ、うちの番組やってみろよ」と声をかけられ、『とんねるずのみなさんのおかげでした』（フジテレビ系列）制作に参加。その後同番組の演出としてクレジットされ、「全落・水落シリーズ」等のヒット企画を演出。
総合演出担当の『おねがい!マスカット』（テレビ大阪→第3期以降テレビ東京）は、多数のシリーズが制作されるヒット番組になる。
お笑いDVDの演出も多数担当、2002年には映画『PLAY BALL』で映画監督デビュー。
ジャニーズ事務所所属グループ・KAT-TUNのTBSテレビにおける冠番組の演出も担当。「KAT-TUNの世界一タメになる旅!」では進行役となる天の声としても出演。
YouTubeでは、「貴ちゃんねるず」(石橋貴明のチャンネル)、「清ちゃんスポーツ」(清原和博のチャンネル)などの演出を手がけている。
2024年7月、自身の制作会社「笑軍」の名称を「SHOW-GUN」に変更。

## 親交関係
極楽とんぼ
極楽とんぼと親交が深く、多くの番組を手掛ける。山本圭壱とは30年来の付き合いがある兄弟の契りを結んだ間柄で、山本を芸能界の兄として慕う。マッコイ斎藤の名付け親は山本。山本によると「テリー伊藤のようなディレクターになれ」という意図による。
2020年8月、マッコイが演出を務める竹原慎二のYouTubeチャンネル「竹原テレビ」のボクシング対決動画にて、山本と30年の付き合いの中、初めて喧嘩をする。
以降、山本と一方的に絶交するが、3か月の期間を経て、11月の竹原とのコラボ動画で山本と和解。この動画内で絶交期間中、マッコイと山本の間に「けいちょんチャンネル」演出家・松本泰治(チャバネ松本)が入り、2人の仲立ちをしたことや、山本からの連絡を一切無視したことなどが明かされる。
山本が突撃してきた際、よくマッコイが発言する「俺やだよー!」をギャグとして弄ってくる「けいちょんチャンネル」のレギュラーになることを頑なに拒み続ける。
2021年1月放送「極楽とんぼ山本圭壱と今夜も井戸端会議（エフエム愛知）」にゲスト出演した帰り、山本に勧められ番組スポンサーである名古屋のペットショップにて5年ぶりにトイプードルを購入。
おぎやはぎ
矢作兼（おぎやはぎ）と親交が深く、自身の番組におぎやはぎを多く参加。元々、加藤浩次と矢作が仲が良く、全員で一緒に遊び親交を深める。マッコイ曰く「矢作には総額3000万くらい奢ってきてる」と語っている。
とんねるず
石橋貴明（とんねるず）との初対面は、マッコイが担当した番組『極楽とんぼのとび蹴りゴッデス』の打ち上げに石橋が呼ばれた際であった。そのときは顔合わせ程度で終了。後日、ネプチューンの堀内健との飲み会で、堀内が石橋を誘う。そこで意気投合、石橋は「ディレクターとしてうちらの番組（『とんねるずのみなさんのおかげでした』）、手伝ってくんない?」とマッコイを誘う。当時「フジテレビ出入禁止」となっていたマッコイは躊躇するも石橋が港浩一（当時はフジテレビジョン取締役編成制作局バラエティ制作担当局長、後にフジテレビジョン代表取締役社長）に進言、出入禁止を解除される。その後、『とんねるずのみなさんのおかげでした』にディレクターとして参加。番組終了2年後の2020年6月、今度はマッコイが背中を押す形で石橋がYouTubeチャンネル「貴ちゃんねるず」を開設。何をしたらよいかわからないという石橋に対し、マッコイは「石橋貴明を面白くするのが僕なので、任せてくれれば大丈夫」とサポートを約束し開設が実現した。
2021年には石橋とのユニット「Ku-Wa de MOMPE」で歌手デビューも果たしている。
ゲッターズ飯田
若手芸人だった頃に占い師の才能をマッコイから見い出されて一緒に連れて歩かされていた。今でもマッコイの考え・行動はゲッターズ飯田が占っている。

## 担当番組

### 現在
- 格闘代理戦争（2017年 - 、AbemaTV）
- 貴ちゃんねるず（2020年6月 ‐ 、YouTube）
- 清ちゃんスポーツ（2020年12月 ‐ 、YouTube）
- 芦澤竜誠と行く ぶらり喧嘩旅（AbemaTV）
- 健全夜遊びドキュメンタリー63ANGEL!!（2025年4月19日 - 、ABEMA）

### 過去
- 天才・たけしの元気が出るテレビ!!（ディレクター）
- 超次元タイムボンバー（ディレクター）
- ズームイン!!サタデー（ディレクター）
- おねだり姫
- 極楽とんぼのとび蹴りヴィーナス→極楽とんぼのとび蹴りゴッデス
- すれすれガレッジセール→極すれすれガレッジセール→激すれすれガレッジセール
- 松本人志・中居正広VS日本テレビ
- KAT-TUNの世界一ダメな夜!（監督、SP時は演出）
- KAT-TUNの世界一タメになる旅!（2014年‐2018年、ディレクター）

以下、総合演出担当
- ピエール靖子
- Neo Happy系教育テレビ
- DIVA
- 淀川★キャデラック
- おねがい!マスカット
- おねだり!!マスカット
- ちょいとマスカット!
- おねだりマスカットDX!
- おねだりマスカットSP!
- マスカットナイト
- マスカットナイト・フィーバー!!!
- 恵比寿マスカッツ横丁!
- 恵比寿マスカッツ真夜中のワイドショー
- 恵比寿マスカッツのすぽスポSPORTS
- 恵比寿マスカッツ 真夜中の運動会
- 恵比寿マスカッツ　ハニートラップTV
- おねうち!!!マスカット
- マルガリン銀行
- 人間科学反応バラエティ こうなった君
- とんねるずのみなさんのおかげでした（ディレクター→演出）
- 全日本リアクションタイトルマッチ
- KAT-TUNの世界一タメになる旅+（2018‐2019年、TBS、Paravi）
- 有吉ドキュメンタリー
- TOKYO BB 他

以下、構成担当
- 女子アナの罰

以下、PSV担当
- 大久保じゃあナイト
- おーくぼんぼん
- それゆけ!!63エンジェル!!（2024年7月 - 12月、TOKYO MXテレビ）

### 出演
- マッコイ 小木の¥道中 もっでっぞ山形（2013年）
- あいつ今何してる?（2019年1月）
- TOKYO BB returns（2020年5月‐2024年1月、YouTube）

## 映画
- PLAY BALL（2002年）
- ピューと吹く!ジャガー THE MOVIE（2007年）
- 我々は有吉を訴える 謎のヒッチハイク全記録（2007年）
- 上島ジェーン（2009年）
- 我々は有吉を再び訴える 沖縄ヒッチハイク殺人未遂事件の全真相（2009年）
- 上島ジェーンビヨンド（2014年）
- コーポ・ア・コーポ（2023年11月17日）

## 著書
- ポエム番長（監修・マッコイ斎藤　解説・ピエール瀧） サンクチュアリ出版、2006年6月、ISBN 4861130123